# ジオータムサン
ジオータムサン (英:The Autumn Sun) は、オーストラリアの競走馬である。

## 戦績

### 2歳 (2017/18シーズン)
デビュー前のバリアトライアルから上々の動きを見せていたジオータムサンはロイヤルランドウィック競馬場で行われた芝1200メートルのメイドン戦をケリン・マカヴォイ騎手とのコンビで勝ち上がると、その後は1400、1600メートルと1戦ずつ伸ばし、3戦目のJ.J.アトキンスプレートではズーサインとの叩き合いを制し、3戦3勝でG1初制覇を成し遂げた。

### 3歳 (2018/19シーズン)
復帰戦となったG2スタンフォックスステークスでは3着に敗れ初の黒星となったものの次走のG1ゴールデンローズステークスでは大外一気の豪脚を見せ、ゴール寸前ではズーサインを再び封じこめG1レース2勝目を挙げた。10月のG1コーフィールドギニーでは、同日ロイヤルランドウィック競馬場で行われるジ・エベレストでマカヴォイ騎手がレッドゼルに騎乗するため、このレースでは前走のゴールデンローズステークスで2着だったズーサインに騎乗していたジェームズ・マクドナルド騎手を迎えた。レースでは先行策をとり、4コーナーで2、3番手につけたジオータムサンは直線楽に抜け出し最後は流す余裕を見せ楽勝した。
コーフィールドギニーズ以降は休養に入り、2月のG2ホバートヴィルステークスで戦線に復帰。手綱は再びマカヴォイ騎手に戻った。前走では先行策をとっていたがこのレースでは本来の後方一気策へとスタイルが戻り、残り50メートルの付近で差し切り勝ちを収めた。勢いに乗って挑んだ3月のG1ランドウィックギニーズでも目の覚めるような末脚を披露し、粘るファンダメンタリストをハナ差で差し切った。続くローズヒルギニーでは初の2000メートルだったが1.4倍の圧倒的支持に推された。初の2000メートルで苦戦したものの最後の直線ではアロガントとのマッチレースとなったがクビ差で凌ぎきりG1連勝となった。同厩でこの年のクイーンエリザベスステークスで引退する女傑ウィンクスとの対決が熱望されたが、このレースを最後に休養に入ることが陣営発表され、4月に現役引退ならびに種牡馬入りが発表された。

## 種牡馬時代

### 主な産駒
- 2020年産
  - オータムエンジェル（Autumn Angel） - オーストラリアンオークス
  - ヴァイブラントサン（Vibrant Sun） - オーストララシアンオークス
  - ココサン（Coco Sun） - サウスオーストラリアンダービー

## 血統表
| ジオータムサンの血統                         | ジオータムサンの血統                            | ジオータムサンの血統                 | （血統表の出典）                     | （血統表の出典） |
| 父 Redoute's Choice オーストラリア 1996 鹿毛 | 父の父Danehill アメリカ1986 鹿毛                | Danzig                               | Northern Dancer                      | Northern Dancer  |
| 父 Redoute's Choice オーストラリア 1996 鹿毛 | 父の父Danehill アメリカ1986 鹿毛                | Danzig                               | Pas de Nom                           |                  |
| 父 Redoute's Choice オーストラリア 1996 鹿毛 | 父の父Danehill アメリカ1986 鹿毛                | Razyana                              | His Majesty                          | His Majesty      |
| 父 Redoute's Choice オーストラリア 1996 鹿毛 | 父の父Danehill アメリカ1986 鹿毛                | Razyana                              | Spring Adieu                         |                  |
| 父 Redoute's Choice オーストラリア 1996 鹿毛 | 父の母Shantha's Choice オーストラリア 1992 鹿毛 | Canny Lad                            | Bletchingly                          | Bletchingly      |
| 父 Redoute's Choice オーストラリア 1996 鹿毛 | 父の母Shantha's Choice オーストラリア 1992 鹿毛 | Canny Lad                            | Jesmond Lass                         |                  |
| 父 Redoute's Choice オーストラリア 1996 鹿毛 | 父の母Shantha's Choice オーストラリア 1992 鹿毛 | Dancing Show                         | Nijinsky                             | Nijinsky         |
| 父 Redoute's Choice オーストラリア 1996 鹿毛 | 父の母Shantha's Choice オーストラリア 1992 鹿毛 | Dancing Show                         | Show Lady                            |                  |
| 母 Azmiyna アイルランド 2010 鹿毛            | 母の父Galileo アイルランド1998 鹿毛             | Sadler's Wells                       | Northern Dancer                      | Northern Dancer  |
| 母 Azmiyna アイルランド 2010 鹿毛            | 母の父Galileo アイルランド1998 鹿毛             | Sadler's Wells                       | Fairy Bridge                         |                  |
| 母 Azmiyna アイルランド 2010 鹿毛            | 母の父Galileo アイルランド1998 鹿毛             | Urban Sea                            | Miswaki                              | Miswaki          |
| 母 Azmiyna アイルランド 2010 鹿毛            | 母の父Galileo アイルランド1998 鹿毛             | Urban Sea                            | Allegretta                           |                  |
| 母 Azmiyna アイルランド 2010 鹿毛            | 母の母Asmara アメリカ 1993 鹿毛                 | Lear Fan                             | Roberto                              | Roberto          |
| 母 Azmiyna アイルランド 2010 鹿毛            | 母の母Asmara アメリカ 1993 鹿毛                 | Lear Fan                             | Wac                                  |                  |
| 母 Azmiyna アイルランド 2010 鹿毛            | 母の母Asmara アメリカ 1993 鹿毛                 | Anaza                                | Darshaan                             | Darshaan         |
| 母 Azmiyna アイルランド 2010 鹿毛            | 母の母Asmara アメリカ 1993 鹿毛                 | Anaza                                | Azaarika                             |                  |
| 5代内の近親交配                              | Northern Dancer 4x5x4、Natalma 5x5x5            | Northern Dancer 4x5x4、Natalma 5x5x5 | Northern Dancer 4x5x4、Natalma 5x5x5 | [ § 2 ]          |
| 出典                                         | 1. 2.                                           | 1. 2.                                | 1. 2.                                | 1. 2.            |